# Sint-Annakapel (Schillersheide)
De Sint-Annakapel is een kapel in Schillersheide in de Nederlandse gemeente Leudal. De kapel staat aan de Schillersstraat (tegenover Schillersstraat 4) op de hoek met de Exhofweg ten noordoosten van Ittervoort.
De kapel is gewijd aan de heilige Anna.
Rond de kapel staan er drie lindebomen.

## Geschiedenis
In 1829 stond de kapel reeds aangeduid op de kaart.

## Gebouw
De witte kapel op zwarte plint is een niskapel opgetrokken op een rechthoekig plattegrond en wordt gedekt door een zwart zadeldak. Op de top van de frontgevel is een metalen kruis aangebracht.
In de frontgevel bevindt zich de nis die wordt afgesloten met een gevlochten hekje.